# Fatos Bećiraj
Fatos Bećiraj (en monténégrin cyrillique : Фатос Бећирај et en albanais: Fatos Besim Beqiraj), né le 5 mai 1988 à Peć au Kosovo (à l'époque en Yougoslavie), est un footballeur international monténégrin qui a aussi la nationalité kosovare. Il évolue actuellement au poste d'avant-centre au FK Astana.

## Club
Il commence sa carrière à Peć dans le club local du KF Shqiponja (en) à 17 ans. Il rejoint un an plus tard l'équipe rivale du KF Besa. Seuls six mois sont suffisants à Bećiraj pour se faire un nom en Ligue kosovare et de nombreux clubs de la région montrent leur intérêt pour lui. Il part au FK Budućnost Podgorica en janvier 2007 et joue quelques matchs dans l'équipe du Monténégro espoirs. En août 2010, il rejoint le Dinamo Zagreb après s'être révélé au FK Budućnost Podgorica. Il termine la saison 2011/12, en étant le meilleur buteur du championnat croate avec 15 réalisations.
Le 7 septembre 2018, à l'issue de son contrat avec le KV Malines, il s'engage pour une saison au Maccabi Netanya.

### Carrière internationale
Bećiraj joue son premier match avec le Monténégro contre l'Italie le 28 mars 2009, entrant à la 70e minute à la place de Radomir Đalović.
Beqiraj choisit de jouer pour le Monténégro car cette fédération était la seule qui accepta de le libérer au cas où la fédération du Kosovo de football serait acceptée par la FIFA.

## Palmarès

### En club
- Budućnost Podgorica
  - Champion du Monténégro en 2008

- Dinamo Zagreb
  - Champion de Croatie en 2011, 2012, 2013 et 2014
  - Vainqueur de la Coupe de Croatie en 2011 (en) et 2012 (en)
  - Vainqueur de la Supercoupe de Croatie en 2013 (en)

- Dynamo Moscou
  - Champion de Russie de deuxième division en 2017

### Distinctions individuelles
- Meilleur buteur du Championnat du Monténégro en 2009 (18 buts, avec le Budućnost Podgorica)
- Meilleur buteur du Coupe de Croatie en 2011 (en) (10 buts, avec le Dinamo Zagreb)
- Meilleur buteur du Champion de Croatie en 2012 (15 buts, avec le Dinamo Zagreb)